# MKER
MKER (ros. МКЭР, Многопетлевые Канальные Энергетические Реакторы, Mnogopetlewyje Kanalnyje Energeticzeskije Reaktory) – projektowany, lekkowodny, wrzący reaktor atomowy z moderatorem grafitowym. Jest udoskonaloną wersją reaktora RBMK.

## Różnice w porównaniu z reaktorem RBMK
Wraz z zaletami jednostek RBMK wdrożone zostały nowe rozwiązania technologiczne, aby poprawić właściwości ekonomiczne, techniczne oraz bezpieczeństwo.
Główne modyfikacje:
– więcej barier zapobiegających rozprzestrzenianiu się promieniowania i wydostaniu się substancji promieniotwórczych,
– zastosowano obudowę bezpieczeństwa (tzw. containment),
– zastosowano cztery niezależne obiegi wody chłodzącej – przy uszkodzeniu któregoś z obiegów jest możliwość odseparowania go od reszty układu chłodzenia.
– zastosowano pasywny system chłodzenia zapewniający odebranie całego ciepła z rdzenia w ciągu 72 godzin,
– zmodyfikowano przestrzenie parowe – nie występuje dodatni współczynnik reaktywności, co powoduje wywołanie stanu podkrytycznego w przypadku ograniczenia przepływu chłodziwa,
– zmodyfikowano pręty kontrolne, znacznie skrócono czas ich opuszczania do reaktora,
– zastosowano podwójny system wyłączający reaktor w przypadku utraty chłodzenia,
– zastosowano nowe, stabilne systemy regulacji i system ochrony przed awarią,
– zmodyfikowano generatory awaryjne – znacznie szybszy czas rozruchu, możliwość pracy długoterminowej,
– zastosowano jako paliwo wzbogacony uran do 2,4% (większa wydajność, mniejsze zużycie),
Powyższe zmiany przyczyniły się do:
– zwiększenia zdolności wytwórczych energii elektrycznej
– zwiększenia wydajności elektrowni, wysoki wskaźnik wykorzystania mocy (~93%), m.in. poprzez zastosowanie turbin nowej generacji,
– wzrost żywotności jednostki (50 lat),
– wzrost możliwości produkcji radionuklidów technicznych, medycznych itp., przy zachowaniu wysokiego poziomu bezpieczeństwa i bez strat dla produkcji energii elektrycznej,
– możliwości produkcji kobaltu,
Przeprowadzone zostały symulacje najgorszych wypadków oraz testy w przypadku naruszenia zasad eksploatacji.
Materiały projektowe reaktorów MKER uwzględniają nowoczesne i międzynarodowe wymagania dotyczące bezpieczeństwa Elektrowni, w szczególności wymogi i kryteria Międzynarodowej Agencji Energii Jądrowej w dziedzinie bezpieczeństwa dla nowych reaktorów.
MKER jest najbardziej obiecującą jednostką mogącą zastąpić zużyte bloki RBMK,
Porównanie podstawowych parametrów reaktorów MKER z reaktorem RBMK-1000
| PARAMETR               | RBMK-1000 | MKER-800 | MKER-1000 | MKER-1500 |
| ---------------------- | --------- | -------- | --------- | --------- |
| Moc cieplna            | 3200 MW   | 2450 MW  | 3000 MW   | 4260 MW   |
| Moc elektryczna        | 1000 MW   | 860 MW   | 1068 MW   | 1500 MW   |
| Chłodziwo              | woda      | woda     | woda      | woda      |
| Moderator              | grafit    | grafit   | grafit    | grafit    |
| Żywotność              | 30 lat    | 50 lat   | 50 lat    | 50 lat    |
| Obudowa bezpieczeństwa | NIE       | TAK      | TAK       | TAK       |
| Sprawność bloku        | 31,3%     | 35,1%    | 35,6%     | 35,2%     |